# Kiki Dimula
Kiki Dimoula, řecky Κική Δημουλά, (6. června 1931, Athény, Řecko - 22. února 2020, Atény) byla řecká básnířka.

## Životopis
Od roku 1949 do roku 1973 pracovala jako bankovní úředník u Banky Řecka. V roce 1952 začala svou literární kariéru.
V roce 2003 byla zvolena za člena Akademie věd v Aténách. Získala několik ocenění, včetně Státní řecké ceny za poezii v roce 1972 a 1995 a v roce 2009 Evropské ceny za literaturu za kompletní dílo. Její básně byly přeloženy do několika jazyků (angličtiny, francouzštiny, dánštiny, španělštiny, italštiny, švédštiny, srbštiny, němčiny).

## Dílo
- Ποιήματα, 1952
- Έρεβος, 1956
- Ερήμην, 1958
- Επί τα ίχνη, 1963
- Το λίγο του κόσμου, 1971
- Το Τελευταίο Σώμα μου, 1981
- Χαίρε ποτέ, 1988
- Η εφηβεία της Λήθης, 1996
- Eνός λεπτού μαζί, 1998
- Ήχος απομακρύνσεων, 2001
- Χλόη θερμοκηπίου, 2005
- Μεταφερθήκαμε παραπλεύρως, 2007